# اساي ريوي
اساي ريوي (باليابانية: 浅井了意؛ بالكانا: あさい りょうい) 29 يناير 1691.كاتب ياباني في بدايات فترة إيدو . كاهن بوذي الذي كان في أحد الاوقات رئيس معبد كيوتو، واحتجز ليكون واحدا من أفضل كتاب كانازوشي . كان كانازوشي شكلا من أشكال الأدب الشعبي التي كتبت بالقليل أو لا كانجي، وبالتالي يمكن الوصول إلى الكثير. على الرغم من أنها امتدت لتشمل العديد من الأنواع، وكان هناك موضوعا مشتركا في أعمال كانازوشي هو الاحتفال بالحياة الحضرية المعاصرة. تحول عمل اساي ريوي بخصوص تعليم البوذية التقليدية رأسا على عقب في تعبير المثل الحضرية.